# Díocles de Mesenia

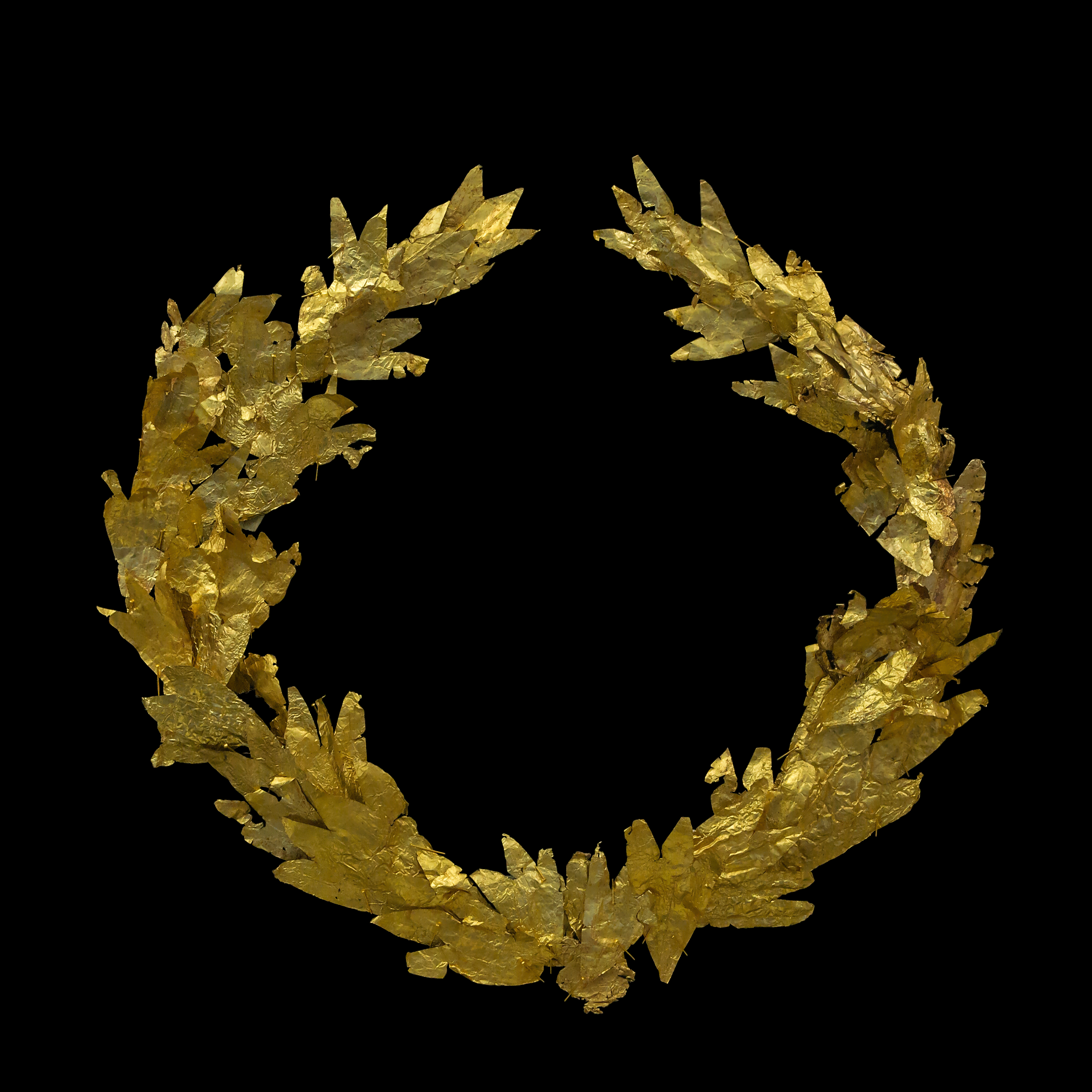
Corona de laurel que se conserva de la Antigua Grecia. Era uno de los premios a los ganadores de disciplinas de las Olímpíadas

Díocles (en griego, Δίοκλες) fue un atleta de la Antigua Grecia, de la región de Mesenia, campeón de la VII edición de los Juegos Olímpicos (antiguos), celebrada en el año 752 a. C., en la disciplina de stadion (carrera de 180 metros). Esta fue la única disciplina deportiva durante las 13 primeras olimpíadas, luego se fueron agregando deportes de combate, boxeo (pancracio), interdisciplinas como pentatlón, competencias artísticas, carreras de hoplitas ("hoplitodromos", carrera con escudo y casco), y otras.